# Скусниченко, Яков Соловьёвич
Яков Соловьёвич Скусниченко (05.02.1914 — 30.09.1943) — заместитель командира батальона по политической части 498-го стрелкового полка 132-й стрелковой дивизии 60-й армии Центрального фронта, капитан. Герой Советского Союза.

## Биография
Родился 5 февраля 1914 года в селе Русаловка ныне Маньковского района Черкасской области. Украинец. Член ВКП(б) с 1939 года. Окончил семь классов неполной средней школы. С 1940 года работал заведующим отделом райкома партии в городе Славута.
В 1936 году призван в ряды Красной Армии. В 1938 году демобилизовался. Вторично призван в 1941 году. В боях Великой Отечественной войны с июля 1941 года. Воевал на Центральном фронте.
25 сентября 1943 года заместитель командира батальона по политической части 498-го стрелкового полка капитан Я. С. Скусниченко в числе первых преодолел Днепр в районе села Староглыбов Козелецкого района Черниговской области. В бою за плацдарм в рукопашной схватке уничтожил семь противников.
30 сентября 1943 года капитан Яков Соловьёвич Скусниченко погиб в бою. Похоронен в селе Моровск Козелецкого района.
Указом Президиума Верховного Совета СССР от 17 октября 1943 года за мужество и героизм, проявленные при форсировании Днепра и удержании плацдарма на его правом берегу, капитану Якову Соловьёвичу Скусниченко посмертно присвоено звание Героя Советского Союза.
Награждён орденом Ленина, орденами Отечественной войны 2-й степени, Красной Звезды.
Имя Героя увековечено на обелиске Славы в родном селе.